# حزب مصر المستقبل
حزب مصر المستقبل رئيس الحزب ووكيل مؤسسيه رضا أبو حجي  في 28 اغسطس 2012، ويصنف نفسه كـ«حزب سياسي يميني» يهدف للاستعانة بالكوادر الشبابية في المناصب القيادية. ومن أهم أهدفه الانتماء إلى مصر وتنميتها اقتصاديًا والانتشار في كافة أرجاء مصر في سياق الربيع العربي واجتناب الصراعات السياسية.

## المبادئ
مبادئه ثلاثة: «الانتماء» لمصر بتجرد عن الانتماءات الأخرى، وبهويتها الإسلامية القبطية العربية الإفريقية وجذورها الفرعونية و«التنمية» الاقتصادية والاجتماعية والخدمية بداية من الأسفل وليس من الأعلى يبدأ من القُرى وتكون القاهرة جزءاً منه وليس مركزه، و«الحرية» المسؤولة التي تحترم القانون والتي فيها معرفة للواجبات وللمسؤوليات في الإطار العاقل المنسجم مع الثقافة المصرية. ويؤمن الحزب بتمكين الشباب وتدريب كوادره الشبابية وإعدادها لتقود مصر المستقبل ولتعود مصر الأولي من جديد كما يقوم علي احترام المرأة وتعظيم دورها في بناء المجتمع.
1. ↑  "حزب مصر المستقبل". www.sis.gov.eg. مؤرشف من الأصل في 2021-02-06. اطلع عليه بتاريخ 2021-02-06.